# 鼓楼 (红堡)
28°39′21″N 77°14′28″E / 28.655774°N 77.240991°E

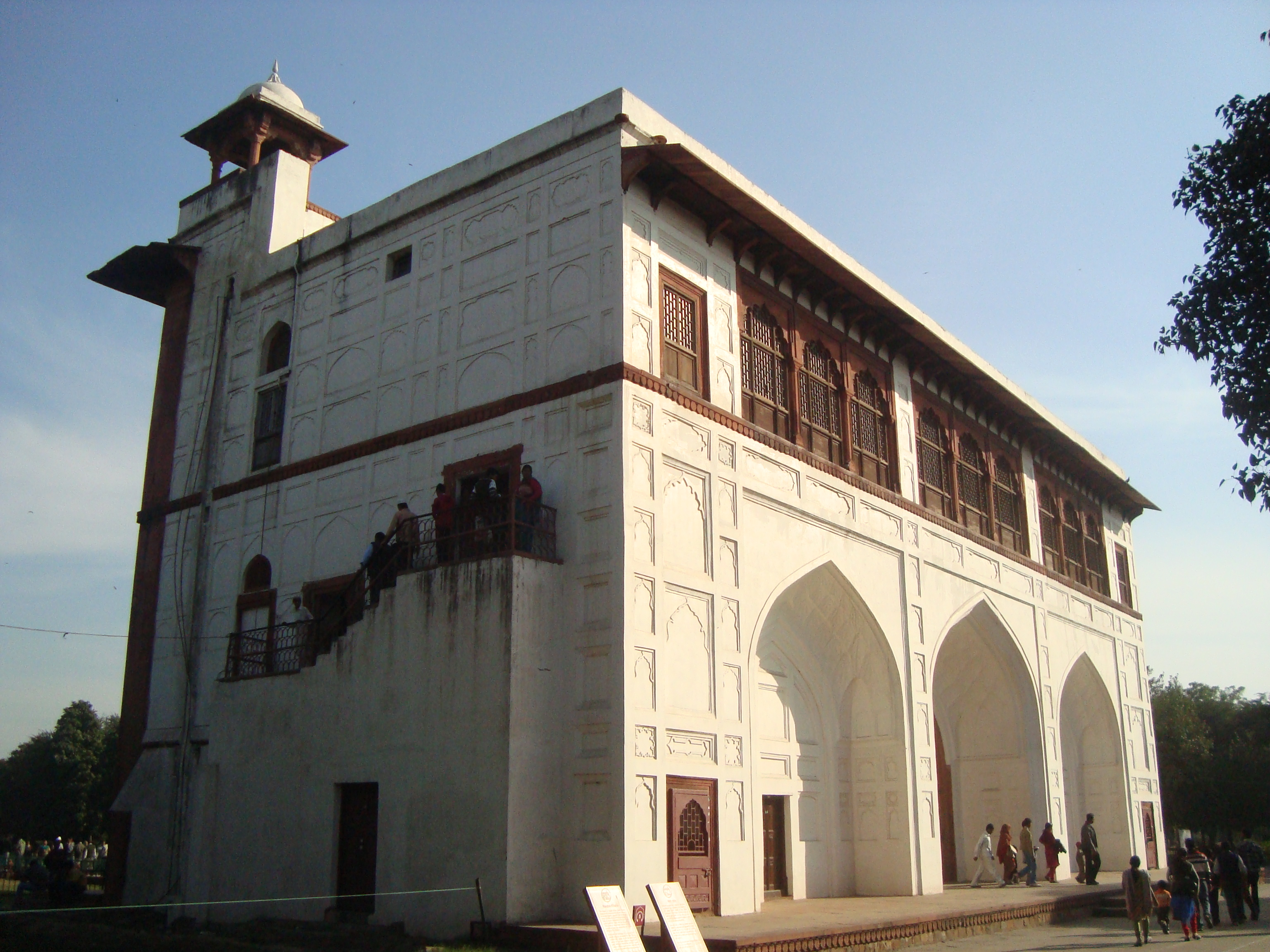
红堡鼓楼

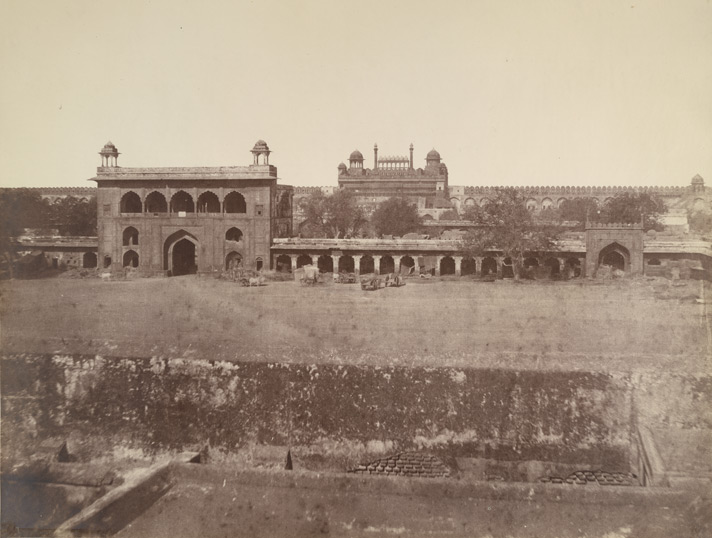
鼓楼与侧拱廊，1857年叛乱以前

鼓楼（Naubat Khana）位于德里红堡的外院和内院之间的入口处。
市场（Chhatta Chowk）的拱廊实测 540 x 360 英尺，结束于外院的中心。
鼓楼位于外院的东墙，原本与侧拱廊相连。1857年叛乱后，侧拱廊被摧毁。皇帝和其他政要来到觐见宫（Diwan-i-Am）时，乐师会在鼓楼奏乐宣告。音乐在规定的时间每天演奏五次。许多印度王宫都在入口处设有鼓楼。
一些历史学家认为，贾汗达尔·沙（1712–1713年）和法鲁克锡亚（1713-1719年）这两位莫卧儿帝国皇帝都是在这里被暗杀。
这个门通常称为“大象门”（Hathiyan pol），源于这样一个传统，即除了王室血统的王子之外，所有人到此都必须从大象上下来，然后才能进入内宫。
平面为矩形，高三层，外廊100 x 80英尺。 建筑材料是红色砂岩，表面覆盖着白色石膏。其红色砂岩墙壁上雕刻丰富的花卉图案，最初似乎是黄金的。内部涂上五颜六色的色彩。在入口处可以发现这些画有好几层。
最初，英国人在这个门里建立了红堡博物馆，后来才迁往宝宫（Mumtaz Mahal）。印度战争纪念博物馆（Indian War Memorial Museum）目前设于第一和第二层楼。